# Jo Ritzen
Pour les articles homonymes, voir Ritzen.
Jozef « Jo » Marie Mathias Ritzen, né le 3 octobre 1945 à Heerlen, est un homme politique et universitaire néerlandais membre du Parti travailliste (PvdA), ancien ministre de l'Éducation des Pays-Bas.

## Éléments personnels

### Formation
Il termine ses études secondaires à Heerlen en 1963, et entame alors des études supérieures d'économie à l'École supérieure d'économie des Pays-Bas, qu'il abandonne au bout d'un an. Il se tourne alors vers la physique, qu'il va étudier à l'école technologique supérieure de Delft jusqu'en 1970.

### Carrière
Après avoir effectué un stage chez Shell en 1974 et avoir travaillé comme assistant au laboratoire de physique appliquée de l'école de Delft, il est recruté pour un an comme conseiller pour la planification éducative par le gouvernement du Pakistan oriental en 1970, puis rejoint en 1973 l'université de Berkeley, aux États-Unis, afin d'y occuper un poste de lecteur. Il retourne aux Pays-Bas en 1975, pour travailler au sein du bureau de planification sociale et culturelle (SCP), dont il est promu l'année suivante chef du département de l'analyse des systèmes.
En 1977, il reçoit un doctorat de sciences économiques de l'université Érasme de Rotterdam, avant d'être embauché par l'université royale de Nimègue en tant que professeur de planification et économie éducative en 1981. Il rejoint deux ans plus tard l'université Érasme pour y enseigner l'économie et le secteur public jusqu'en 1989.
Il reprend sa carrière professionnelle en 1998 au sein de la Banque mondiale (BM), où il occupe un poste de conseiller spécial chargé de la Politique éducative, des Assurances santé et de la Réduction de la pauvreté. Il y renonce le 1er février 2003, lorsqu'il devient président du collège d'administration de l'université de Maastricht.

### Vie privée
Il est marié et père de quatre enfants.

## Parcours politique
Après avoir brièvement fait partie du Parti socialiste pacifiste (PSP) en 1969, il adhère au Parti travailliste en 1970.
Le 7 novembre 1989, Jo Ritzen est nommé ministre de l'Éducation et de la Science dans la grande coalition formée par le démocrate-chrétien Ruud Lubbers. Dès 1990, il assure l'instauration de l’OV-studentenkaart, un titre de voyage dans les transports publics pour les étudiants.
Chargé de l'intérim à compter des législatives du 10 mai 1994, son ministère récupère, lors de la formation de la première coalition violette du social-démocrate Wim Kok le 22 août suivant, les compétences sur la politique culturelle précédemment détenues par le ministère de la Santé et prend alors le titre de ministère de l'Éducation, de la Culture et de la Science. Il est alors, avec Jan Pronk et Kok lui-même, l'un des trois « survivants » de la grande coalition. Son mandat prend fin avec les législatives du 6 mai 1998, mais il reste en place par intérim jusqu'au 3 août suivant, après quoi il se retire de la vie politique.
En mai 2010, il a fait savoir qu'il aimerait être tête de liste du PvdA pour les élections européennes de 2014, mais n'obtient pas cette charge.